# Lacanobia virgata
Lacanobia virgata är en fjärilsart som beskrevs av Barend J. Lempke 1964. Lacanobia virgata ingår i släktet Lacanobia och familjen nattflyn. Inga underarter finns listade i Catalogue of Life.